# Máxima der Niederlande

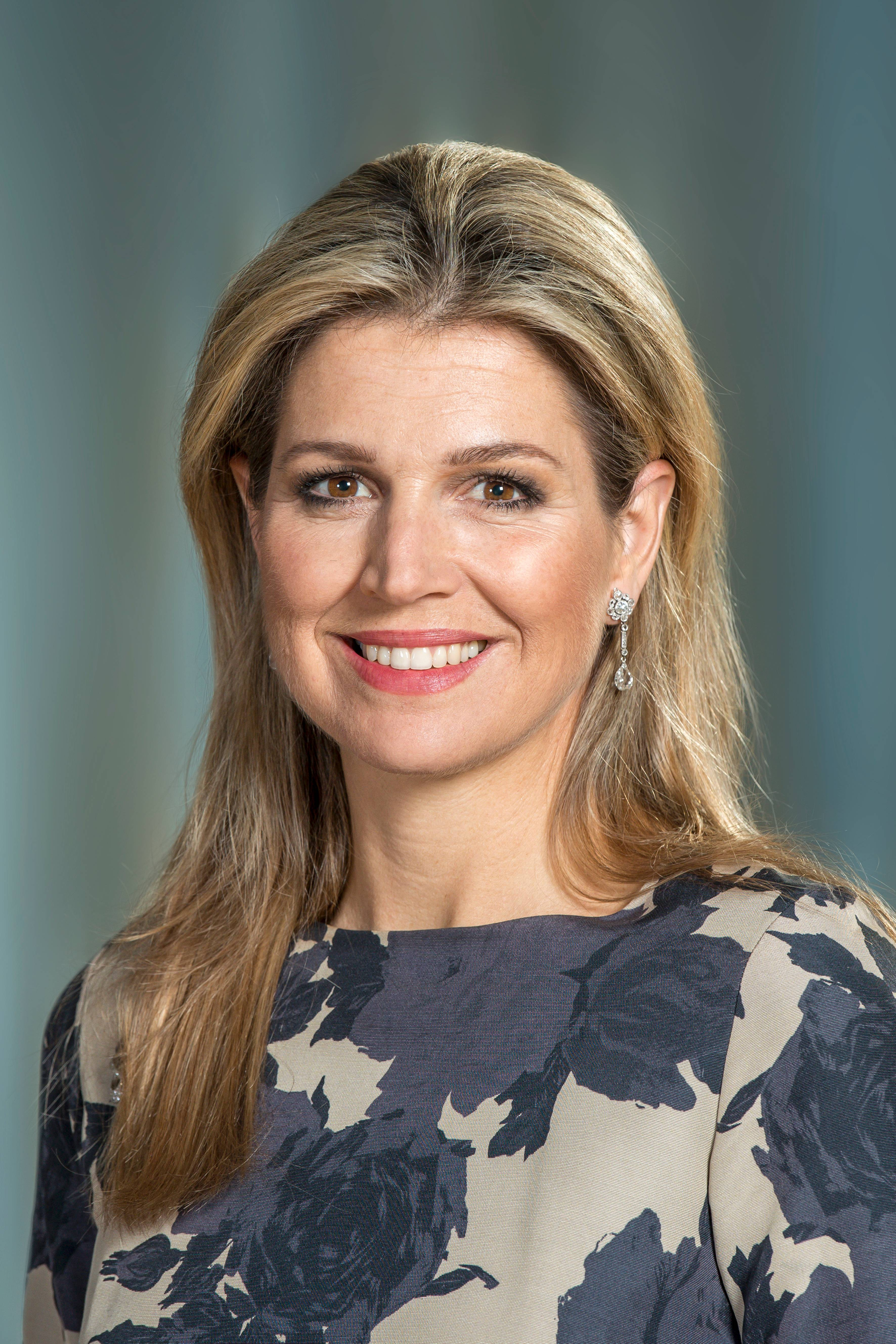
Königin Máxima (2015)

Máxima, Prinzessin der Niederlande, Prinzessin von Oranien-Nassau, Mevrouw van Amsberg, (* 17. Mai 1971 als Máxima Zorreguieta Cerruti in Buenos Aires, Argentinien) ist als Ehefrau von König Willem-Alexander der Niederlande seit dem Amtsantritt ihres Mannes am 30. April 2013 Königin. Ihr offizieller Titel lautet Königin Máxima, Prinzessin der Niederlande, Prinzessin von Oranien-Nassau mit der Anrede Majestät.

## Leben

### Herkunft, Kindheit und Jugend
Königin Máxima wurde 1971 in Buenos Aires als Tochter von Jorge Zorreguieta und María del Carmen Cerruti geboren. Sie wuchs im Barrio Norte, einem wohlhabenden Bezirk der argentinischen Hauptstadt auf. Sie hat zwei Brüder, Martín und Juan Zorreguieta, eine Schwester namens Inés Zorreguieta († 2018) und drei ältere Halbschwestern namens María, Angeles und Dolores Zorreguieta. Máxima hat baskische, kastilische, katalanische, italienische und deutsche Wurzeln. 
Sie wurde nach ihrer Urgroßmutter Máxima Zorreguieta benannt, einer geborenen Bonorino González (1874–1965), deren Mutter Máxima Bonorino geborene González y de Islas zur Familie des argentinischen Präsidenten Justo José de Urquiza († 1870) gehörte. Ihr Vorfahr José Antonio de Sorreguieta y Oyarzabal, Gamboa y Sagastume wurde 1777 im nordspanischen Tolosa als Sohn des Juan Antonio de Sorreguieta y Gamboa geboren und kam 1790 nach Salta in Argentinien, wo er ein erfolgreicher Kaufmann wurde. Sein Enkel war der außerehelich geborene Mariano Zorreguieta Maurin (1830–1893), Senatspräsident der argentinischen Provinz Salta, Máximas Ururgroßvater. Zu ihren weiteren Vorfahren gehören König Alfons III. von Portugal aus dem Haus Burgund und die Inkaprinzessin Catalina Paucar Ocllo, palla del Cuzco, eine Nachfahrin des Túpac Huallpa.
Máxima besuchte die zweisprachige (Spanisch/Englisch) Northlands-Schule in Buenos Aires und schloss diese 1988 mit dem Abitur ab. Anschließend studierte sie Wirtschaftswissenschaften an der Katholischen Universität Buenos Aires. Während des Studiums unterrichtete sie Erwachsene und Kinder in Englisch und Mathematik und arbeitete in verschiedenen Unternehmen. Nachdem sie 1995 ihren Abschluss gemacht hatte, arbeitete sie von 1996 bis 2000 für verschiedene Banken in New York, dort unter anderem von 1999 bis 2000 für die Deutsche Bank. Diese versetzte sie anschließend von New York nach Brüssel, wo sie bis 2001 gearbeitet hat.

### Ehe und Familie

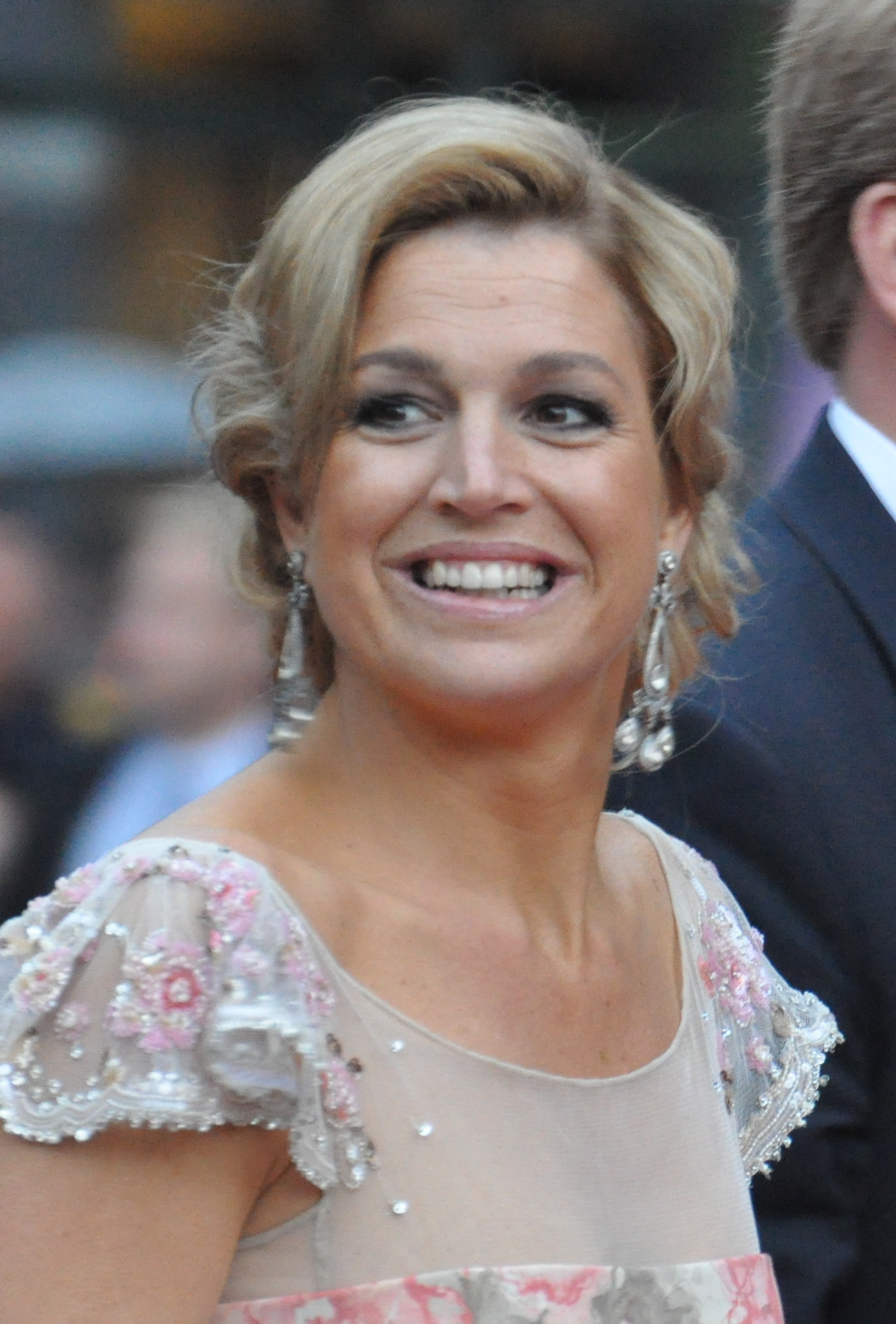
Königin Máxima (2010)

Máxima und der spätere König Willem-Alexander hatten sich laut Medienberichten 1999 bei einer Veranstaltung in Sevilla kennengelernt. Als dies in den Niederlanden bekannt wurde, entwickelte sich rasch eine heftige Diskussion über Máximas Vater Jorge Zorreguieta, denn dieser hatte als Minister der Militärregierung von General Jorge Rafael Videla angehört, die für das Verschwinden von 30.000 Regimegegnern verantwortlich gewesen sein soll. Der niederländische Ministerpräsident Wim Kok entsandte daraufhin mit Zustimmung von Königin Beatrix einen Historiker nach Argentinien, um ein Gutachten zu erstellen. Das Ergebnis: Zorreguieta sei als Landwirtschaftsminister nicht selbst an Menschenrechtsverletzungen beteiligt gewesen, müsse aber davon gewusst haben. Willem-Alexander ließ jedoch keinen Zweifel daran, dass er von seiner Wahl nicht mehr abzubringen war. Notfalls wollte er ohne Billigung der niederländischen Generalstaaten heiraten, auch wenn er die Thronfolge damit verspielt hätte. 
Ministerpräsident Kok bemühte sich deshalb intensiv um einen tragfähigen Kompromiss. Schließlich konnte er Máximas Vater dazu bewegen, die Terrorherrschaft der Militärjunta zu verurteilen. Außerdem kündigte Zorreguieta an, der Hochzeit seiner Tochter aus Rücksicht auf die Gefühle des niederländischen Volkes fernzubleiben. Unter diesen Umständen war die Zustimmung des Parlaments sicher, so dass am 30. März die Verlobung von Willem-Alexander und Máxima bekanntgegeben werden konnte. Am 17. Mai 2001 erhielt Máxima zusätzlich zu ihrer argentinischen die niederländische Staatsbürgerschaft. Bereits im April 2001 hatte sie ihre Berufstätigkeit beendet, um sich ihren neuen Aufgaben in der Königsfamilie zu widmen.
Am 2. Februar 2002 schlossen Máxima und Willem-Alexander in der Nieuwe Kerk  in Amsterdam die Ehe. Die standesamtliche Trauung wurde zuvor in der Beurs van Berlage vom Amsterdamer Bürgermeister Job Cohen vollzogen. Durch die Eheschließung wurde Máxima Mitglied des niederländischen Königshauses. Sie blieb katholisch, obwohl das niederländische Königshaus protestantisch ist und angeheiratete Familienmitglieder in der Regel zum protestantischen Glauben übertreten. Sie stimmte allerdings zu, dass ihre Kinder protestantisch getauft werden.
Das Paar hat drei gemeinsame Töchter:
- Catharina-Amalia Beatrix Carmen Victoria wurde am 7. Dezember 2003 in Den Haag geboren. Am 12. Juni 2004 wurde Amalia in der Grote Kerk in Den Haag von Carel ter Linden getauft. Ihre Paten sind ihr Onkel Prinz Constantijn von Oranien-Nassau, Prinzessin Victoria von Schweden, Marc ter Haar, Herman Tjeenk Willink, Samantha van Welderen Baroness Rengers-Deane und ihr Onkel Martín Zorreguieta (Bruder von Königin Máxima). Sie steht auf Platz 1 der niederländischen Thronfolge.
- Alexia Juliana Marcela Laurentien wurde am 26. Juni 2005 in Den Haag geboren. Am 19. November 2005 wurde Alexia in der Dorfkirche von Wassenaar von Pastor Deodaat van der Boon getauft. Ihre Paten sind Königin Mathilde von Belgien, Alexandra Jankovich de Jeszenice, ihr Onkel Prinz Johan Friso, ihr Onkel Juan Zorreguieta (Bruder von Königin Máxima) und Frans de Beaufort. Sie ist auf Platz 2 der niederländischen Thronfolge.
- Ariane Wilhelmina Máxima Ines wurde am 10. April 2007 in Den Haag geboren. Am 20. Oktober 2007 wurde Ariane in der Kloosterkerk in Den Haag von Pastor Deodaat van der Boon getauft. Ihre Taufpaten sind Valeria Delger, ihre Tante Inés Zorreguieta (Schwester von Königin Máxima), Erbgroßherzog Guillaume von Luxemburg, Tijo Baron Collot d’Escury und Anton Friling. Sie belegt Platz 3 der niederländischen Thronfolge.

Das Paar wohnte zunächst in Den Haag im Noordeinde 66. Im Frühjahr 2003 bezog es Villa Eikenhorst auf dem Landgut De Horsten in Wassenaar und Voorschoten. Seit Januar 2019 lebt die Familie im Schloss Huis ten Bosch in Den Haag. Máxima ist dreifache Taufpatin; ihre Patenkinder sind Prinz Sverre Magnus von Norwegen, Gräfin Leonore von Oranien-Nassau (ihre Nichte) und Gräfin Sophie von Waldburg-Zeil-Hohenems.

## Öffentliche Aufgaben
König Willem-Alexander und Königin Máxima haben 2002 die Schirmherrschaft des Oranje-Fonds übernommen, der als Geschenk des niederländischen Volks anlässlich ihrer Hochzeit gegründet worden war. Der Fonds unterstützt Projekte zur Förderung des Gemeinwohls und des sozialen Zusammenhalts in der niederländischen Gesellschaft.
Máxima ist seit 2004 Mitglied des Staatsrats, eines unabhängigen Beratungsgremiums der Regierung und des Parlaments auf den Gebieten Gesetzgebung und Verwaltung. Sie kann an Sitzungen der Beratungsabteilung teilnehmen, aber sie hat kein Stimmrecht.
Außerdem ist Máxima Mitglied des Niederländischen Komitees für Unternehmertum, das auf Initiative des Wirtschaftsministeriums 2011 eingerichtet wurde. Das Komitee setzt sich für die Erweiterung von Finanzierungsmöglichkeiten für Kleinunternehmer und für die Förderung der unternehmerischen Initiative in den Niederlanden ein.
Máxima setzt sich außerdem in den Niederlanden und auf internationaler Ebene für einen breiteren Zugang zu Finanzdienstleistungen, einen besseren Verbraucherschutz und mehr finanzielle Allgemeinbildung ein. Im Jahr 2009 wurde Máxima zur Sonderbeauftragten des UN-Generalsekretärs für finanzielle Inklusion und Entwicklung (UNSGSA) ernannt. In dieser Funktion berät sie den Generalsekretär der Vereinten Nationen und setzt sich weltweit dafür ein, Finanzdienstleistungen für alle – einschließlich Geringverdiener und kleine und mittlere Unternehmen – zugänglich zu machen.

## Titel
Máxima trägt den Titel Königin höflichkeitshalber als Ehrenbezeichnung vor ihrem Vornamen, als Ehefrau des Staatsoberhauptes, des Königs, aber nicht als Königin der Niederlande, da sie selbst kein Staatsoberhaupt ist. Nach der Verfassung der Niederlande und einem Gesetz über die Zugehörigkeit zum Königshaus und die damit verbundenen Titel, das Königin Beatrix am 20. Mai 2002 erließ, ist sie Prinzessin der Niederlande.

## Hoheitszeichen

Standarte von Königin Máxima
Máximas väterliches Stammwappen, das als Herzschild Teil ihres Wappens und das ihrer Kinder ist
Königin Máximas Wappen. Als verheiratete Frau führt sie es als ovalen Schild.
Monogramm von Königin Máxima

### Standarte
Die Standarte von Königin Máxima, Prinzessin der Niederlande, zeigt einen nassaublauen Doppelstander, überzogen von einem orangefarbenen Kreuz, das in der Mitte mit dem königlich gekrönten Reichswappen belegt ist. Im oberen Liek steht das hier goldene Jagdhorn aus dem Wappen des Fürstentums Orange (Oranje), im unteren Liek die hier goldene Burg aus dem Familienwappen Zorreguieta.

### Wappen
Das persönliche Wappen von Königin Máxima zeigt den gleichen Schildinhalt wie das ihrer drei Töchter, der Kronprinzessin Amalia van Oranje (* 2003) und deren beiden jüngeren Schwestern, Prinzessin Alexia (* 2005) und Prinzessin Ariane (* 2007). Als verheiratete Frau führt Königin Máxima das Wappen allerdings im ovalen Schild. Es wurde durch königlichen Beschluss am 25. Januar 2002 festgelegt und zeigt im ersten und vierten Quartal den Löwen des königlich niederländischen Staatswappens und im zweiten und dritten Quartal das Jagdhorn des historischen Fürstentums Orange, von dem sich der Prinzentitel van Oranje ableitet. Der goldene Herzschild ist das Wappen der Familie Zorreguieta, der Königin Máxima väterlicherseits entstammt: über gewelltem blauem Schildfuß eine rote Burg mit Zinnen und drei Türmen zwischen zwei entwurzelten grünen Zypressen, deren Stämme je von einem einwärts gekehrten laufenden schwarzen Wolf überdeckt sind.

### Monogramm
Das Monogramm der Königin Máxima zeigt ein orangefarbenes serifenloses lateinisches „M“ unter einer goldenen niederländischen Königskrone.

## Biografische Verfilmung
Ab Mai 2021 sendete Das Erste in mehreren dritten Programmen sowie auch im Hauptprogramm die von Leontine von Schmettow konzipierte NDR-Doku Máxima – eine Königin mit Charisma.
In der RTL-Serie Máxima (2024) wurde die Titelrolle von Delfina Chaves dargestellt, während Martijn Lakemeier die Rolle von Willem-Alexander übernahm.